# Thrinchostoma bibundicum
Thrinchostoma bibundicum är en biart som först beskrevs av Embrik Strand 1910.  Thrinchostoma bibundicum ingår i släktet Thrinchostoma och familjen vägbin. Inga underarter finns listade i Catalogue of Life.